# Femke Maes
Pour les articles homonymes, voir Maes.
Femke Maes est une joueuse de football belge née le 22 février 1980 à Lokeren (Belgique).

## Biographie
Fin de saison 2010-2011, elle arrête sa carrière alors qu'elle jouait au FCR 2001 Duisbourg (Bundesliga Frauen) en Allemagne.
Elle est la seule joueuse belge à avoir remporté la Coupe UEFA.

## Palmarès
- Vainqueur de la Coupe UEFA (1): 2009
- Vainqueur de la Coupe d'Allemagne (2): 2009 - 2010
- Vice-championne d'Allemagne (1) : 2010
- Championne de Belgique (11) : 1995 - 1997 - 1998 - 1999 - 2000 - 2001- 2002 - 2004 - 2005 - 2006 - 2007
- Vainqueur de la Coupe de Belgique (7) : 1996 - 1998 - 2000 - 2002 - 2003 - 2004 - 2007
- Finaliste de la Coupe de Belgique (2) : 1999 - 2006

### Bilan
- 21 titres

## Récompenses individuelles
- Étoile du football (Belgique): 2005- 2007
- Meilleure buteuse du championnat de Belgique (1) : 2007
- Soulier d'Or (Pays-Bas) : 2008